# Гаипов, Рузмет Гаипович
Рузмет Гаипович Гаипов (узб. Roʻzmet Gaipovich Gaipov; 5 марта 1922, Хива, Хорезмская народная советская республика — 25 марта 1985, Карши, Узбекская ССР, СССР) — советский узбекский государственный, партийный и хозяйственный деятель. Первый секретарь Кашкадарьинского обкома КП Узбекистана (1964—1983).

## Трудовая деятельность
Родился 12 марта 1922 года в городе Хива.
В 1939 году окончил среднюю школу. В 1938 году начал трудовую деятельность наблюдателем Хорезмской областной хлопколюцерновой станции. После школы поступил в Хорезмский сельскохозяйственный техникум, который закончил в 1942 году. В 1942 году работал участковым агрономом 1-й Янгиарыкской МТС.
В 1942 году был призван в Красную Армию. Участник Великой Отечественной войны, воевал в артиллерии. В боях был трижды ранен. К осени 1944 года был командиром орудия 283-го гвардейского легко-артиллерийского полка 16-го танкового корпуса. За мужество и отвагу, проявленные в боях, награждён орденом Славы 3-й степени и медалью «За отвагу». Войну закончил в Маньчжурии помощником командира взвода 1-й армейской трофейной роты 5-й армии.
В 1945 году демобилизован, вернулся домой. Вернулся к мирной профессии, полученной до войны. До 1950 года работал участковым агрономом, старшим агрономом 1-й Ургенчской МТС Хорезмской области. Затем был главным агрономом, заведующим Ургенчского районного отдела хлопководства. С 1951 года — директор Ургенчской МТС.
В январе 1949 года был принят в члены компартии. С 1957 году на партийной работе. Был избран секретарем Ургенчского райкома партии Хорезмской области. В 1963—1964 годах — секретарь парткома Гурленского производственного колхозного управления Хорезмской области. В 1962—1968 годах — секретарь Самаркандского обкома партии. В 1965 году окончил Ташкентский сельскохозяйственный институт по специальности ученый-агроном. В 1968 году был избран первым секретарем Кашкадарьинского обкома партии. В 1984 году вышел на пенсию.

## Самоубийство
Известен тем, что покончил жизнь самоубийством, нанеся сам себе 17 ножевых ранений. В это время он находился под следствием в рамках т. н. «Узбекского дела», расследование которого возглавлялось следователем Тельманом Гдляном. Смерть партийного работника упоминается в книге «Дело Гдляна»:

В марте 1985 года следственная группа во главе со своим руководителем прибыла в Хорезмскую область, чтобы «взять» Гаипова в собственном доме. Обстоятельства смерти почтенного орденоносца описаны в журнале «Смена» Е.Додолевым, особо приближённым к особе Гдляна: «И вот уже битый час сидели необычные гости из следственной группы Прокуратуры СССР (представились они, кстати, работниками республиканской прокуратуры, благо южное солнце их уже надежно высмуглило да и языком овладели за годы работы здесь вполне сносно) в „ханском дворце“, пили отборный зеленый чай и вели неторопливую беседу с Гаиповыми… Услышав крик из спальни, находившиеся в гостиной бросились туда. Увы, они опоздали: до того, как удалось вырвать восточный кинжал из окровавленной руки Гаипова, тот успел исполосовать своё привыкшее к холе тело. „Уходите“, — хрипел умирающий. „Вы виновны!“ — кричали жена и дочь».

Данные об этом странном самоубийстве получили широкую огласку в мае 1989 года, когда в «Литературной газете» появилась статья Ольги Чайковской «Миф», в которой рассказывалось о злоупотреблениях группы Гдляна. Гаипов упоминался вместе с заместителем министра внутренних дел Узбекистана Давыдовым, по официальной версии, застрелившимся тремя выстрелами из пистолета в голову.

## Семья
Сыновья Гаипова, были освобождены из тюрем и занимали руководящие посты в Узбекистане.